# Incidente del Dornier Do 228 di Busy Bee del 2019
Il 24 novembre 2019, un Dornier Do 228 operato dal vettore locale Busy Bee Congo precipitò poco dopo il decollo dall'aeroporto Internazionale di Goma in una zona densamente popolata della città, provocando la morte di 21 dei 22 a bordo e di 6 persone a terra. Si tratta del peggior incidente che ha coinvolto un Dornier Do 228.

## Il contesto
La compagnia aerea che operava l'aereo, Busy Bee Congo, è stata fondata nel 2007 e utilizza Goma come base per la sua flotta di Dornier 228. A causa della mancanza di fondi, della povertà, della mancanza di sorveglianza e della corruzione del governo, la sicurezza delle compagnie aeree nella Repubblica Democratica del Congo, soprattutto tra i vettori locali a basso prezzo, è infamemente lassista e a tutti i vettori locali è stato vietato di operare nell'Unione Europea.

## Aereo ed equipaggio
Il velivolo era un Dornier Do 228 biturboelica costruito nel 1984. Non era dotato di un registratore di voce in cabina di pilotaggio o di un registratore di dati di volo. Mentre era in servizio per Olympic Aviation (durante il quale la sua immatricolazione era SX-BHC), il 9 gennaio 1994, il velivolo era stato coinvolto in un incidente quando aveva urtato le linee elettriche in fase di avvicinamento alla pista 15L dell'aeroporto Internazionale di Ellinikon e il suo motore sinistro si era guastato, ma era riuscito ad atterrare in sicurezza senza vittime e in seguito riparato.
Il capitano, 52 anni, aveva 14.124 ore di volo, di cui 3.048 sul Dornier 228. Il primo ufficiale, 29 anni, aveva 2.273 ore di volo, di cui 1.635 sul Dornier 228.

## L'incidente
Secondo i resoconti, l'aereo era decollato dall'aeroporto ma aveva subito un'avaria al motore e si era schiantato meno di un minuto dopo il decollo dalla pista 17. I testimoni riferirono che l'aereo si era girato tre volte su se stesso mentre precipitava con un denso fumo nero proveniente dai motori. Dopo l'impatto, il velivolo aveva preso violentemente fuoco in una delle aree densamente popolate della città, impedendo alla gente del posto di aiutare le vittime intrappolate nell'incendio.

## Le indagini
L'incidente è oggetto di indagine da parte dell'Ufficio permanente delle inchieste sugli incidenti aerei (Bureau Permanent d'Enquêtes d'Accidents et Incidents d'Aviation) (BPEA), parte del Ministero dei Trasporti e dei canali di comunicazione della RDC. Un rapporto preliminare sull'incidente è stato pubblicato il 10 gennaio 2020. Il rapporto afferma che la corsa di decollo dell'aereo era stata insolitamente lunga, con una salita più bassa. L'equipaggio aveva poi richiesto di atterrare sulla pista 35 senza specificarne il motivo, dopodiché l'aereo aveva iniziato una rapida discesa e si era schiantato.